# Ian Callaghan
Ian Robert Callaghan (Liverpool, Inglaterra, Reino Unido, 10 de abril de 1942) es un exfutbolista inglés que se desempeñaba como centrocampista. 
Posee el récord de ser el jugador que más partidos ha disputado con la camiseta del Liverpool F. C.. En 1974, fue nombrado miembro de la Orden del Imperio Británico por sus contribuciones al fútbol. También fue incluido en el Salón de la Fama del fútbol inglés en 2010.

## Selección nacional
Fue internacional con la selección de fútbol de Inglaterra en cuatro ocasiones. Formó parte de la selección campeona del mundo en 1966, jugando solo un partido contra Francia en la fase de grupos.

### Participaciones en Copas del Mundo
| Mundial                        | Sede       | Resultado | Partidos | Goles |
| ------------------------------ | ---------- | --------- | -------- | ----- |
| Copa Mundial de Fútbol de 1966 | Inglaterra | Campeón   | 1        | 0     |

## Clubes
| Equipo                              | País           | Año       |
| ----------------------------------- | -------------- | --------- |
| Liverpool                           | Inglaterra     | 1960-1978 |
| → Fort Lauderdale Strikers (cedido) | Estados Unidos | 1978      |
| Swansea City                        | Gales          | 1978-1981 |
| → Canberra City (cedido)            | Australia      | 1979      |
| Cork United                         | Irlanda        | 1981      |
| Sandefjord                          | Noruega        | 1981      |
| Crewe Alexandra                     | Inglaterra     | 1981-1982 |

## Palmarés

### Campeonatos nacionales
| Título          | Equipo       | País       | Año  |
| --------------- | ------------ | ---------- | ---- |
| Second Division | Liverpool    | Inglaterra | 1962 |
| First Division  | Liverpool    | Inglaterra | 1964 |
| FA Cup          | Liverpool    | Inglaterra | 1965 |
| First Division  | Liverpool    | Inglaterra | 1966 |
| Charity Shield  | Liverpool    | Inglaterra | 1966 |
| First Division  | Liverpool    | Inglaterra | 1973 |
| FA Cup          | Liverpool    | Inglaterra | 1974 |
| Charity Shield  | Liverpool    | Inglaterra | 1974 |
| First Division  | Liverpool    | Inglaterra | 1976 |
| Charity Shield  | Liverpool    | Inglaterra | 1976 |
| First Division  | Liverpool    | Inglaterra | 1977 |
| Charity Shield  | Liverpool    | Inglaterra | 1977 |
| Copa de Gales   | Swansea City | Gales      | 1981 |

### Copas internacionales
| Título                 | Equipo (*)              | Sede            | Año  |
| ---------------------- | ----------------------- | --------------- | ---- |
| Copa Mundial de Fútbol | Selección de Inglaterra | Inglaterra      | 1966 |
| Copa de la UEFA        | Liverpool               | Mönchengladbach | 1973 |
| Copa de la UEFA        | Liverpool               | Brujas          | 1976 |
| Copa de Europa         | Liverpool               | Roma            | 1977 |
| Supercopa de la UEFA   | Liverpool               | Liverpool       | 1977 |
| Copa de Europa         | Liverpool               | Londres         | 1978 |

### Distinciones individuales
| Distinción                                        | Año  |
| ------------------------------------------------- | ---- |
| Premio FWA al futbolista del año                  | 1974 |
| Parte del PFA Equipo del Año de la Third Division | 1979 |

### Récords
- Jugador con más partidos disputados en el Liverpool F. C. con 857 partidos.